# Olivbröstad parakit
Olivbröstad parakit (Eupsittula nana) är en fågel i familjen västpapegojor inom ordningen papegojfåglar.

## Utseende
Olivbröstad parakit är en rätt liten papegoja med en lång och något spetsig stjärt. Fjäderdräkten är övervägande grön, med blå vingar, brunaktig anstrykning på bröstet och en vitaktig ögonring. 

## Utbredning och systematik
Olivbröstad parakit delas in i tre underarter:
- astec-gruppen
  - Eupsittula nana vicinalis – förekommer i nordöstra Mexiko, från Tamaulipas till nordöstra Veracruz
  - Eupsittula nana astec – förekommer längs Centralamerikas östra kust från sydöstra Mexiko till västra Panama
- Eupsittula nana nana – förekommer på Jamaica; en population på Hispaniola (Sierra de Baoruco, Dominikanska Republiken) tros härstamma från en sentida introduktion från Jamaica

Birdlife International och internationella naturvårdsunionen IUCN urskiljer sedan 2014 underarterna astec och vicinalis som den egna arten, "aztekparakit" (Eupsittula astec).

### Släktestillhörighet
Tidigare placerades olivbröstad parakit i Aratinga, men DNA-studier visar att arterna i släktet inte är varandras närmaste släktingar. Aratinga har därför brutits upp i flera mindre släkten, där olivbröstad parakit med släktingar förs till Eupsittula.

## Levnadssätt
Olivbröstad parakit är rätt vanlig i tropiska låglänta områden. Den ses framför allt i halvöppna områden med spridda träd, öppet skogslandskap och lokalt i byar och lummiga urbana områden. Den ses ofta i småflockar, men även i par.

## Status
IUCN bedömer hotstatus för underartsgrupperna (eller arterna) var för sig, astec (inklusive vicinalis) som livskraftig, nana som nära hotad.

## Bilder

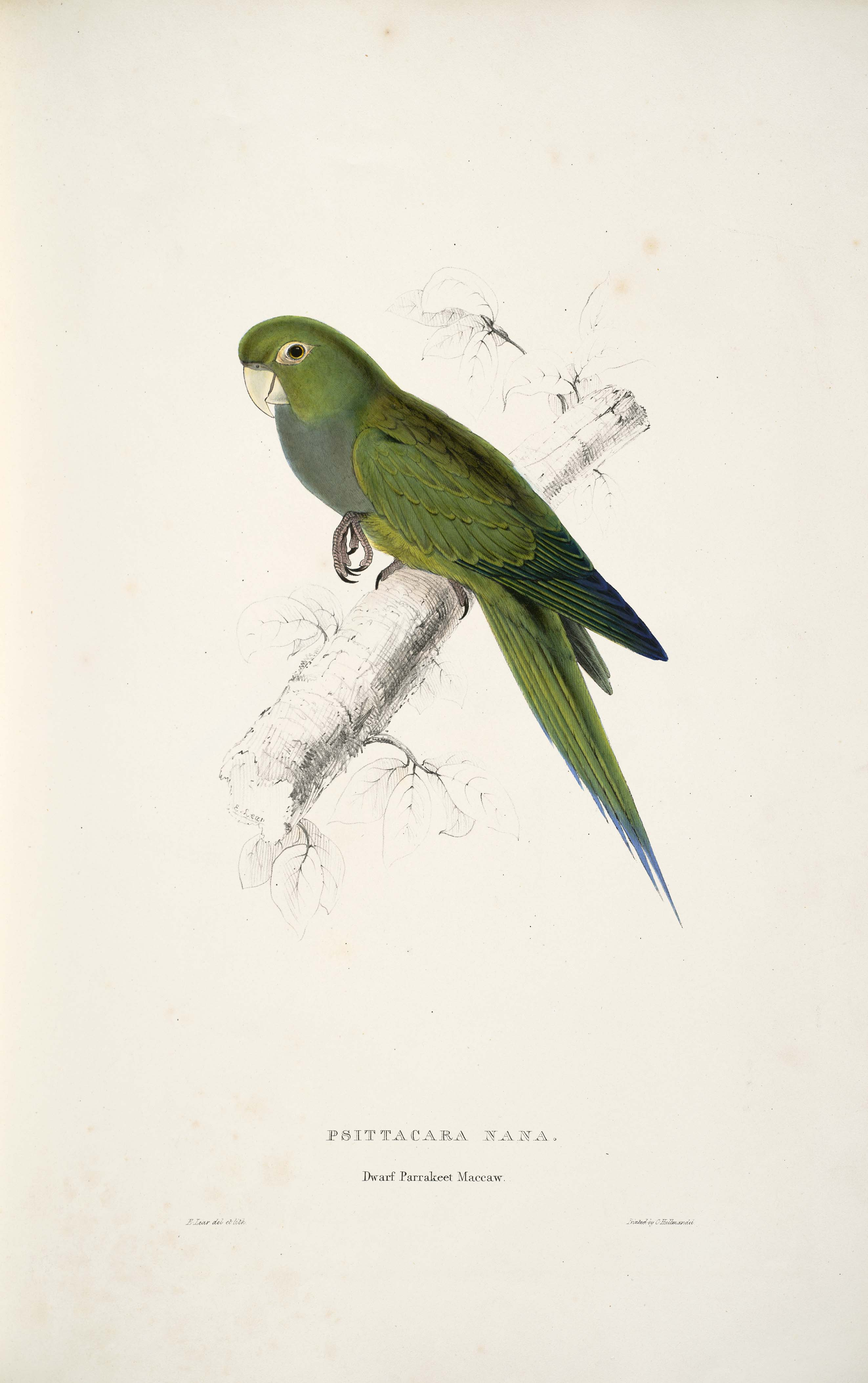
Illustration
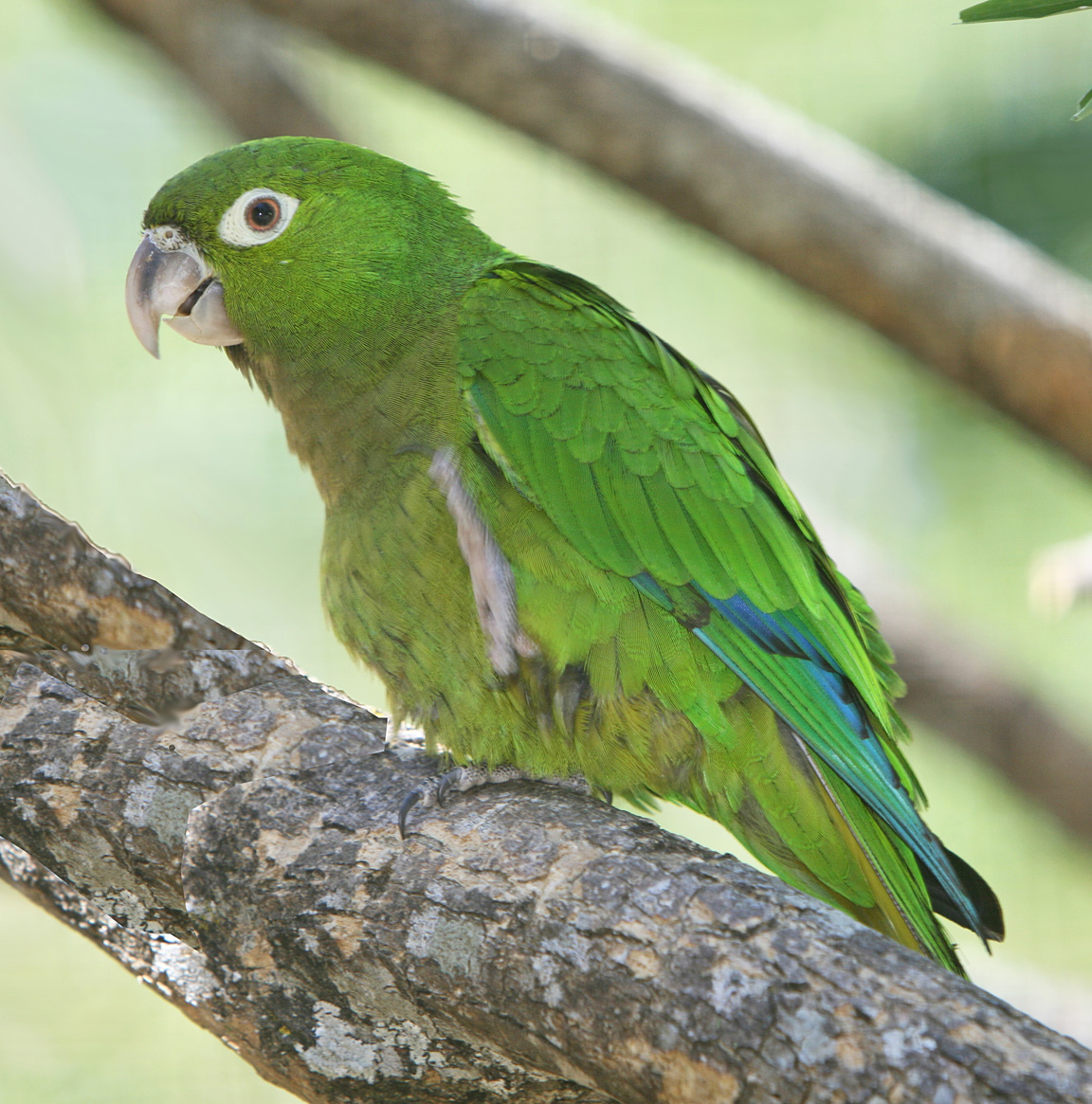
Underarten E. n. nana